# Víctor René Rodríguez Gómez
Víctor René Rodríguez Gómez (* 17. November 1950 in San Martín de las Pirámides, Bundesstaat México, Mexiko) ist ein mexikanischer römisch-katholischer Geistlicher und Bischof von Valle de Chalco.

## Leben
Víctor René Rodríguez Gómez empfing am 21. November 1976 durch den Erzbischof von Durango, Antonio López Aviña, das Sakrament der Priesterweihe für das Bistum Texcoco.
Papst Benedikt XVI. ernannte ihn am 13. Mai 2006 zum Titularbischof von Tiburnia und  zum Weihbischof in Texcoco. Der Bischof von Texcoco, Carlos Aguiar Retes, spendete ihm am 25. Juli desselben Jahres die Bischofsweihe; Mitkonsekratoren waren der Erzbischof von Tlalnepantla, Ricardo Guízar Díaz, und der Erzbischof von Mexiko-Stadt, Norberto Kardinal Rivera Carrera. Víctor René Rodríguez Gómez war zudem Generalvikar des Bistums Texcoco.
Am 25. Oktober 2012 ernannte ihn Papst Benedikt XVI. zum Bischof von Valle de Chalco.